# Laguna Escondido (Tictoc)
La laguna Escondido es un cuerpo de agua superficial ubicado en la comuna de Chaitén de la Provincia de Palena en la Región de Los Lagos.

## Ubicación y descripción
El inventario público de lagos de la Dirección General de Aguas le asigna en código 10823091-6 en el Banco Nacional de Aguas y una altitud de 18 m s. n. m. con un espejo de agua de 6 km².

## Historia
Como se ve en el mapa de Luis Risopatrón, su existencia no era conocida en 1910 ni en 1945 como puede apreciarse en el mapa c:File:43-quellon-palena-futalelfu-MP0001340.pdf del Instituto Geográfico Militar de Chile.